# Kukawy
Kukawy – wieś w Polsce położona w województwie kujawsko-pomorskim, w powiecie włocławskim, w gminie Kowal.
Dawniej była to wieś podzielona na dwie części, stanowiące odrębne wsie: część północną w gminie Dobiegniewo i część południową w gminie Kowal. W 1933 roku obie wsie utworzyły dwie oddzielne gromady w dwóch różnych gminach. W 1954 roku obie wsie weszły w skład nowo utworzonej gromady Kowal, gdzie zostały połączone. W późniejszych latach Kukawy stały się częścią wsi Dębniaki, którą pozostały do końca 2022 roku, kiedy to stały się ponownie samodzielną (jedną) wsią.
W latach 1975–1998 miejscowość administracyjnie należała do województwa włocławskiego.